# Kaiser Wilhelm (Schiff, 1900)
Der Raddampfer Kaiser Wilhelm des Vereins zur Förderung des Lauenburger Elbschiffahrtsmuseums zählt in Deutschland neben dem Raddampfer Diesbar der Sächsischen Dampfschiffahrt zu den letzten noch fahrenden Schaufelraddampfern, die mit Kohle befeuert werden. Das Schiff wurde 1900 in der Schiffswerft der Dresdener Maschinenbau und Schiffswerft AG mit der Baunummer 386 auf Kiel gelegt. Namensgeber war der deutsche Kaiser Wilhelm II.

## Geschichte
Die 1883 von dem Mühlenunternehmer Friedrich-Wilhelm Meyer gegründete Oberweser Dampfschiffahrt (OWD) bestellte 1899 bei der Dresdener Maschinenbau und Schiffswerft AG den Raddampfer Kaiser Wilhelm. Nach dem Stapellauf begann am 18. Mai 1900 die Fahrt über die Elbe und Nordsee auf die Weser. Am 23. Mai 1900 traf das Schiff in Hameln ein. Es war komfortabel ausgestattet und verfügte schon über elektrisches Licht. Eingesetzt wurde es auf der 135 km langen Strecke zwischen Hann. Münden und Hameln. In den Wintermonaten wurde es als Schleppschiff für den Mühlenbetrieb eingesetzt. Ab dem 26. Januar 1907 fuhr das Schiff unter der Flagge der Oberweser-Dampfschiffahrtsgesellschaft F. W. Meyer Hameln (OWDG). Das Schiff wurde 1907 ersten Umbauarbeiten unterzogen. So wurde das Vorderdeck durchgehend ausgebaut. Nach der Saison 1909 wurde der Raddampfer nach Dresden überführt. Auf der Werft in Übigau wurde in einem Umbauprogramm das Schiff um zehn Meter verlängert. Weiterhin wurde eine Dampfsteuermaschine eingebaut. Gebaut wurde sie von der Dresdener Maschinenfabrik und Schiffswerft Uebigau AG, mit der Fabrik-Nr. 1273. Am 26. April 1910 trat das Schiff die Rückreise an. Der auf dem Oberdeck befindliche Ruderstand erhielt erst später ein Ruderhaus.
Im Januar 1917 wurde das Schiff bei einem Hochwasser beschädigt. Es wurde losgerissen und unter die Weserbrücke in Hameln gedrückt. Bei Modernisierungsarbeiten in den 1920er Jahren wurden die typischen Doppelfenster im Hinterschiff durch einfache Fenster ersetzt und das Achterdeck durchgängig ausgebaut. Am Ende des Zweiten Weltkrieges war das Schiff zwar schwimmfähig, aber nicht einsatzfähig.
Nach der Reparatur nahm es im Juni 1946 den Liniendienst wieder auf. In den 1950er Jahren wurde der Liniendienst erst bis Vlotho und später bis Porta Westfalica verlängert. Nachdem der alte Kessel keine Zulassung mehr erhalten hatte, musste 1954 ein neuer Dampfkessel eingebaut werden. Im Zuge dieser Arbeiten wurden jetzt auch die Doppelfenster im Vorderschiff durch einfache Fenster ersetzt. Nach der Insolvenz der OWDG im Jahr 1964 fuhr das Schiff ab 1965 unter der Flagge der Personenschiffahrt Oberweser GmbH. Bis zum Spätsommer 1970 wurde das Schiff im Liniendienst zwischen Hann. Münden und Hameln eingesetzt. Am 26. September 1970 fand die letzte fahrplanmäßige Fahrt auf der Strecke Hameln–Polle-Hameln statt. Nach der Außerdienststellung sollte das Schiff zunächst abgewrackt werden. Im Auftrag des Vereins zur Förderung des Lauenburger Elbschiffahrtsmuseums kaufte Ernst Schmidt († 2018) die Kaiser Wilhelm. Am 15. Oktober 1970 fand die Übergabe in Hameln statt. Nach der Fahrt über den Mittellandkanal und die Elbe durch die damalige DDR traf das Schiff am 25. Oktober 1970 in Lauenburg ein.

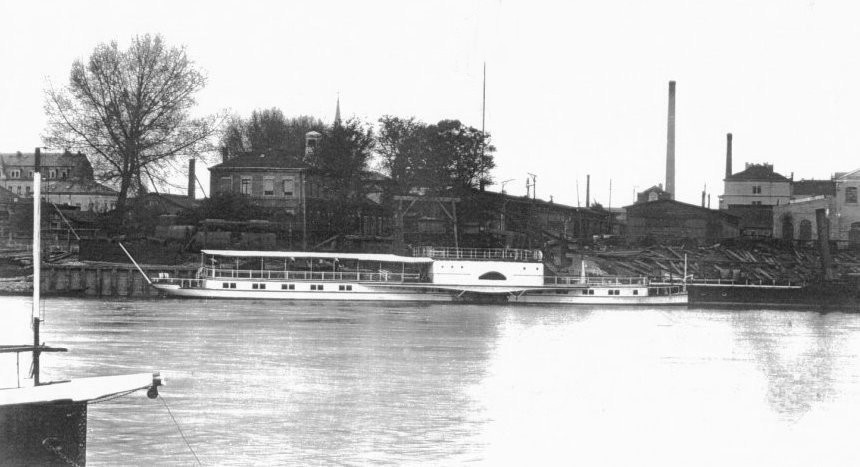
Kaiser Wilhelm in der Schiffswerft Dresden-Neustadt
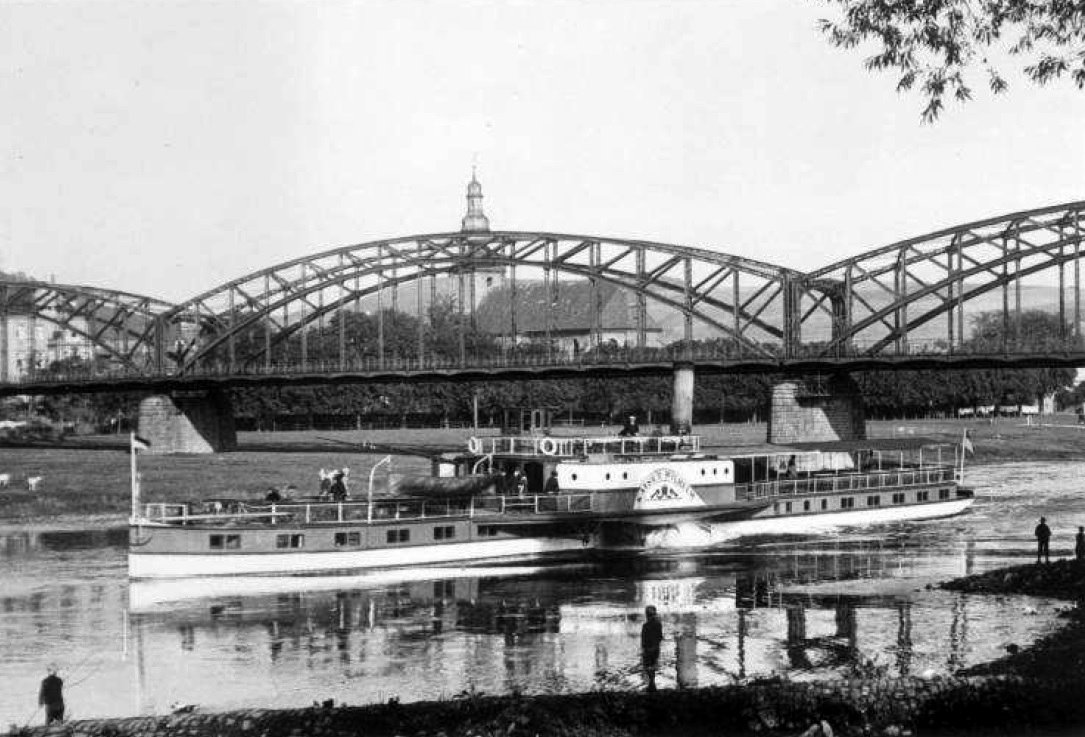
Kaiser Wilhelm an der Weserbrücke in Beverungen, um 1910
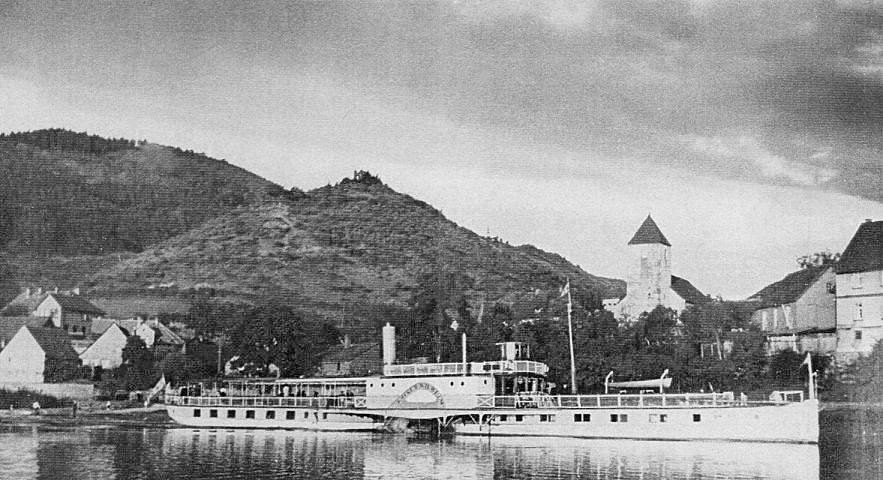
Kaiser Wilhelm im niedersächsischen Rühle, um 1910

## Museumsdampfer Lauenburg

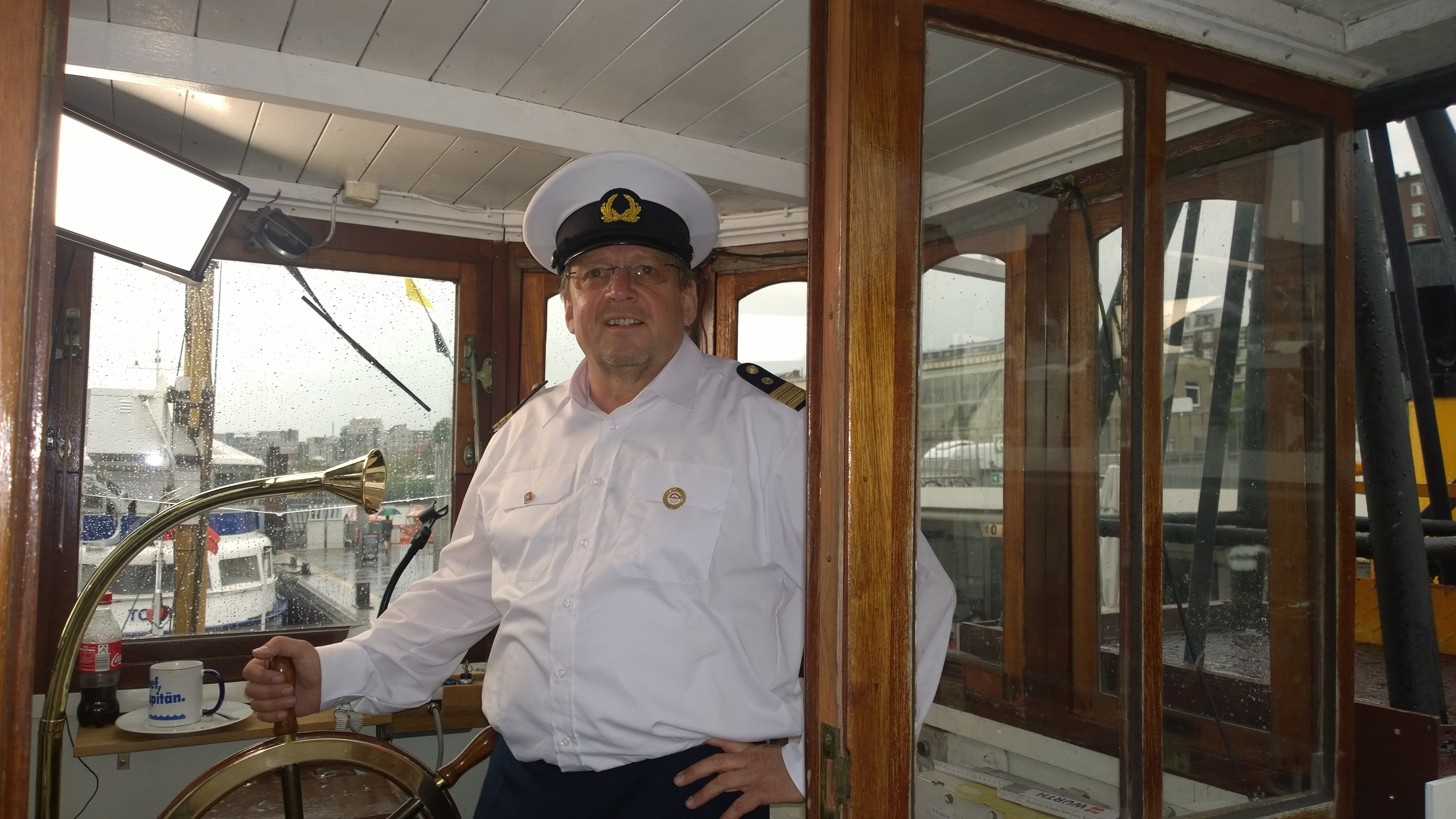
Schaufelraddampfer Kaiser Wilhelm – der Kapitän auf der Brücke, Mai 2017

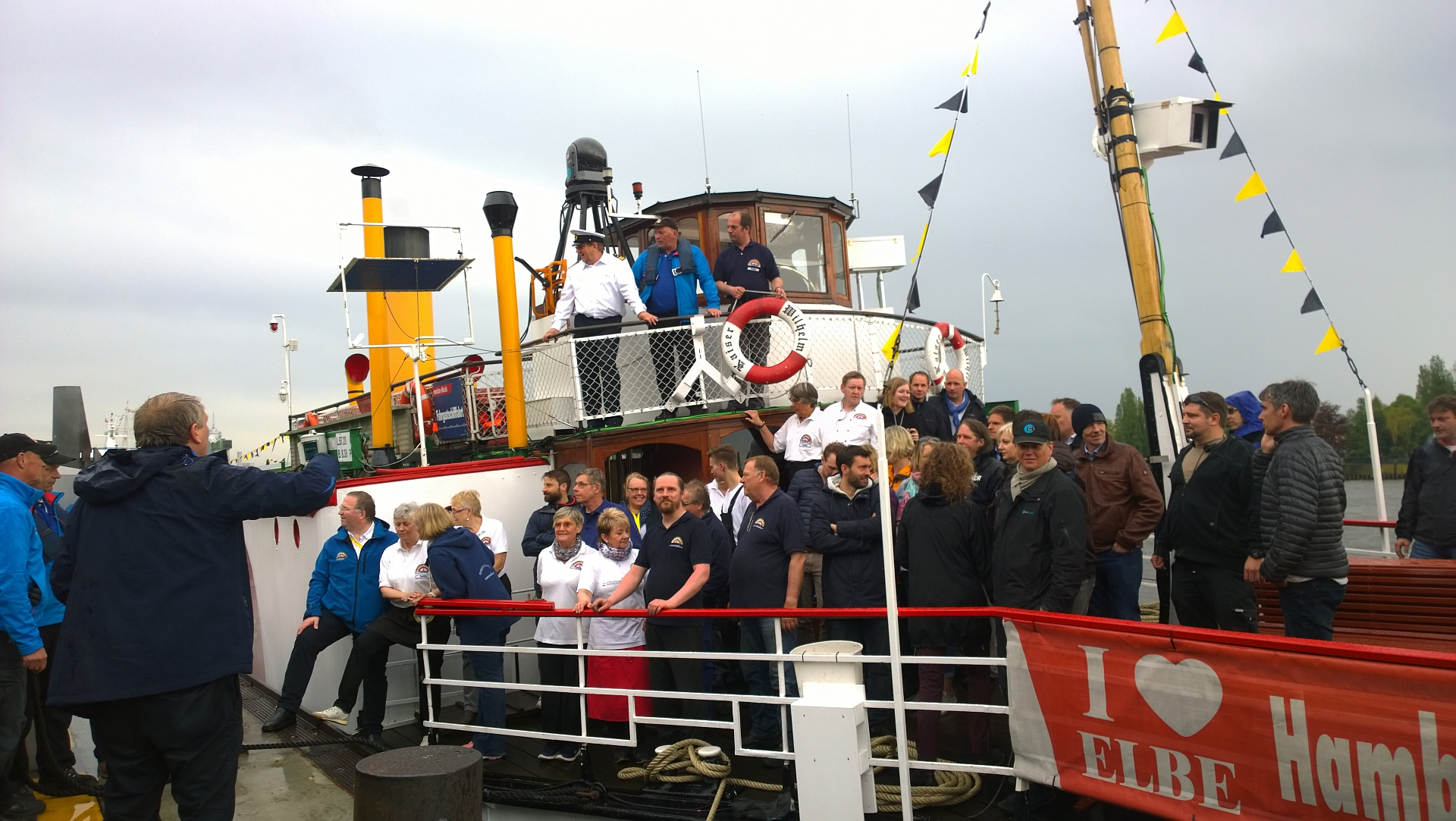
Kaiser Wilhelm beim Besuch in Hamburg an den Landungsbrücken, Mai 2017

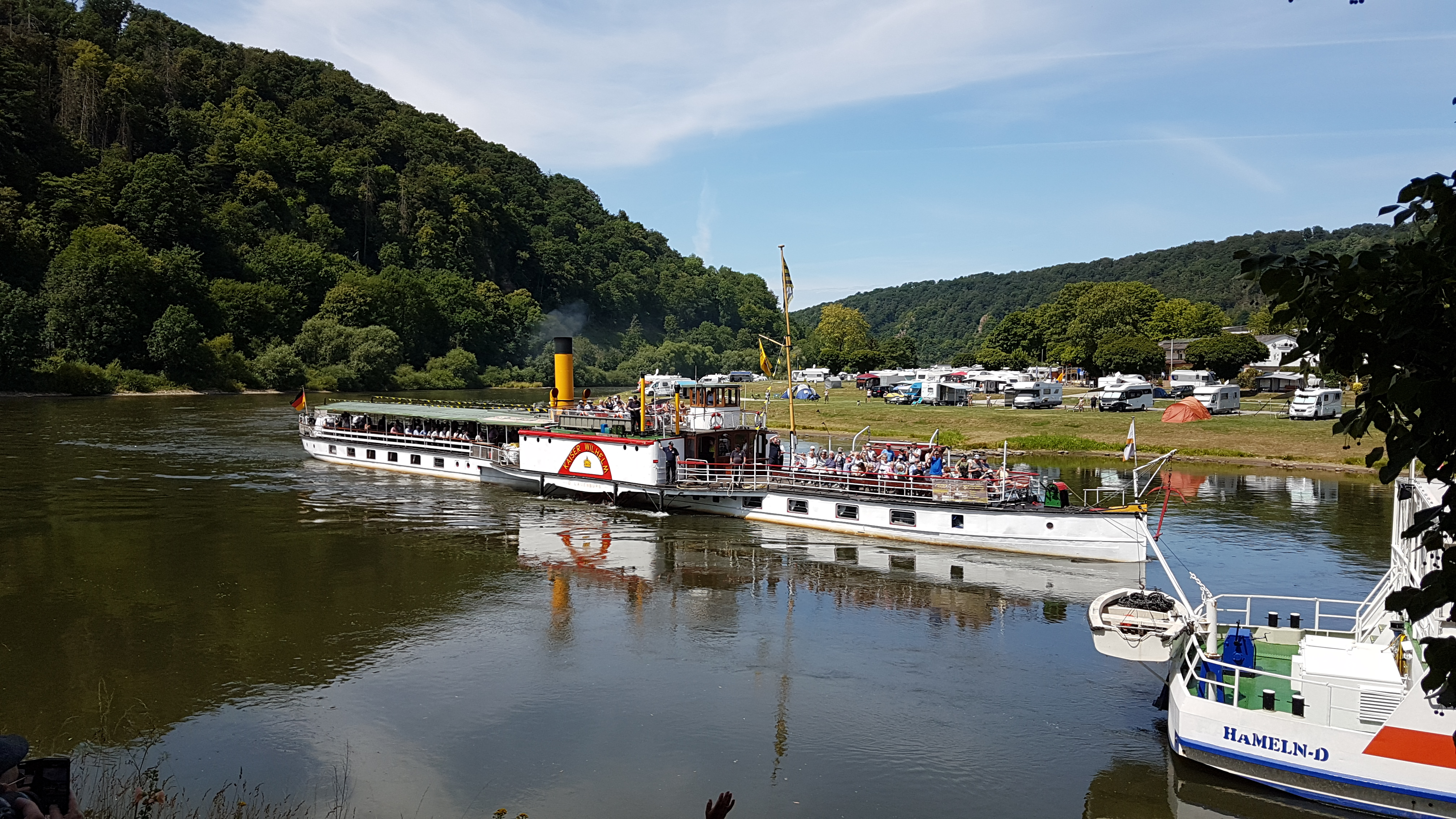
Schaufelraddampfer Kaiser Wilhelm auf der Weser in Bad Karlshafen, 18. Juli 2022

Es war geplant, den Raddampfer in den Sommermonaten für Ausflugsfahrten auf der Elbe zu erhalten. In Lauenburg war die Schifffahrt mit Raddampfern bereits 1961 nach über 100 Jahren eingestellt worden. Noch am 15. November 1970 fanden zwei Sonderfahrten statt. 1971 gab es die ersten Fahrten nach Hamburg und Hitzacker. 1974/75 erfolgte der Austausch des Schiffsbodens ab der Wasserlinie durch die Werft Theodor Buschmann in Hamburg. 1985 wurde das hölzerne Oberdeck erneuert und 1987/88 die Stromversorgung von 110 Volt auf 220 Volt umgestellt. 1993/94 erhielt das Schiff auf der Hitzler Werft in Lauenburg neue Schaufelräder. 1993 wurde das Schiff in das Denkmalbuch des Landes Schleswig-Holstein eingetragen. Nach der aufwendigen Renovierung wird der Raddampfer seit Sommer 1971 etwa alle zwei Wochen an den Wochenenden für Fahrten genutzt. Die Fahrten finden zwischen Ende Mai und Anfang Oktober statt und führen von Lauenburg elbaufwärts über 20 km nach Bleckede und das weitere 30 Flusskilometer entfernte Hitzacker. Vom 15. Juli 1973 bis zum 17. August 1986 wurden von Lauenburg aus auch Fahrten nach Hamburg durchgeführt. Diese endeten am Anleger Norderelbbrücke. Nachdem dieser Anleger aufgrund von Sparmaßnahmen des Hamburger Senats abgebaut wurde, enden die Fahrten, die elbabwärts angeboten werden, in Hoopte.
Die erste feierliche Schleusung der neuen Lauenburger Schleuse wurde am 12. Mai 2006 mit der Kaiser Wilhelm durchgeführt.
Der Raddampfer wird vom „Verein zur Förderung des Lauenburger Elbschiffahrtsmuseums“ betrieben und unterhalten. Er fährt mit einer unbezahlten ehrenamtlichen Besatzung. 2011 trat Ernst Schmidt, der das Schiff 1970 nach Lauenburg holte, mit 84 Jahren zurück. Im Verein bahnte sich daraufhin eine Krise an und die Saison 2014 drohte in das Wasser zu fallen. Eine Grundinstandsetzung wie bei anderen Raddampfern hat es bei der Kaiser Wilhelm noch nicht gegeben. Dazu fehlen dem Verein die notwendigen finanziellen Mittel. Nach der Erstellung eines Gutachtens erhielt der Verein Fördermittel für die ersten Sanierungsschritte. Die Finanzierung einer Grundinstandsetzung ist jedoch nicht gesichert.
Für den August 2015 war eine 17-tägige Fahrt über die Elbe nach Dresden geplant, wo das Schiff seinerzeit gebaut wurde. Die Reise begann pünktlich. Allerdings stoppte der niedrige Wasserstand der Elbe die Fahrt in Roßlau. Am 3. September konnte es weiter gehen und das Schiff traf am 5. September mit 2 Tagen Verspätung in seiner Geburtsstadt ein. Seit seinem letzten Besuch waren 105 Jahre vergangen.
Im Oktober 2019 wurde das Heck abgetrennt und im folgenden Jahr durch die Hitzler Werft durch ein neues, 6,50 Meter langes Heck ersetzt.
Eigentlich sollte im Sommer 2020 zum 50-jährigen Jubiläum als Museumsdampfer und zum 120-jährigen Jubiläum der Indienststellung eine zweiwöchige Fahrt in das alte Einsatzgebiet an der Oberweser erfolgen, diese wurde jedoch aufgrund der Covid-Pandemie zunächst abgesagt. Nach der Lockerung vieler Maßnahmen konnte diese Fahrt im Juli 2022 doch angetreten werden. Über den Elbe-Seiten-Kanal (Übernachtung in Bad Bodenteich) und den Mittellandkanal (Übernachtung in Hannover-Vahrenwald) erreichte der Dampfer am 15. Juli in Minden die Weser, setzte die Fahrt von dort in Richtung Oberweser fort und lief am 18. Juli 2022 in Hann.Münden ein. Nach mehreren Fahrten zwischen Hann.Münden und Hameln erfolgte ab 27. Juli 2022 die Heimfahrt nach Lauenburg.

## Die Dampfmaschine
Die Dampfmaschine ist eine schräg liegende Hochdruck-Zweizylinder-Verbunddampfmaschine mit Einspritzkondensation. Gebaut wurde sie wie auch der Zwei-Flammrohr-Zylinderkessel von der Dampfschiffs- und Maschinenbauanstalt der österreichischen Nordwest-Dampfschifffahrts-Gesellschaft in Dresden mit der Fabrik-Nr. 565. Die Leistung beträgt 168 PS. Die Dampfmaschine wirkt auf zwei seitliche Schaufelräder. Der Dampfkessel hatte 10 bar Dampfdruck. 1954 erhielt das Schiff einen neuen Dampfkessel der Conrad Engelke technic GmbH & Co KG in Hannover. Der Dampfdruck beträgt 12 bar.